# Günter Preuß (Fußballspieler)
Günter Preuß (* 10. November 1936 in Duisburg-Meiderich) ist ein ehemaliger deutscher Fußballspieler und -trainer, der langjährig im Dienst des MSV Duisburg (bis 1967 Meidericher SV) stand. Zu Spielerzeiten war er für fünf Jahre dessen Kapitän und wurde als solcher 1964 deutscher Vizemeister. Auch als Trainer wirkte er für diesen Verein und zudem für verschiedene Amateurklubs aus der Region rund um Duisburg.
Im Kindesalter trat Preuß in den Meidericher SV ein und rückte 1956 in die erste Mannschaft auf. 1961 wurde er Mannschaftskapitän und erreichte 1963 den Aufstieg in die neugegründete Bundesliga. In deren erster Spielzeit 1963/64 belegte seine Mannschaft, der neun Spieler aus dem Stadtteil Meiderich angehörten, den zweiten Tabellenrang. Ab 1967 kam Preuß nicht zu weiteren Einsätzen, da er sich trotz weiterer Zugehörigkeit zum Spielerkader auf seine Arbeit als Assistenztrainer konzentrierte. 1969 verließ er den Verein und war anschließend als Trainer für verschiedene Amateurklubs tätig, bevor er 1981 zum MSV Duisburg zurückkehrte und dort bis 1986 in verschiedenen Funktionen tätig war.

## In der Jugend des MSV (1948–1956)
Günter Preuß wuchs im Duisburger Stadtteil Meiderich auf und erlebte in seiner frühen Kindheit den Zweiten Weltkrieg, nach dessen Ende im Jahr 1945 sein Heimatort stark zerstört und von Armut geprägt war. In dieser Situation entwickelte sich der Fußball für ihn zu seiner wesentlichen Freizeitbeschäftigung, der er insbesondere auf dem Gerhardplatz in unmittelbarer Nähe zu seinem Wohnort nachging. Einem Verein gehörte er nicht an, bevor ihm 1948 von seinem Nachbarn Paul Rosin die Aufnahme in die C-Jugend des Meidericher SV angeboten wurde und er daraufhin dort eintrat. Rosin war Jugendobmann bei diesem Verein und hatte den damals Zwölfjährigen zuvor beim Spielen auf der Straße beobachtet. Zu seinen Mannschaftskollegen zählte schon damals Ludwig Nolden, der später auch in der ersten Mannschaft langjährig mit ihm gemeinsam spielte. Trainiert wurde das Nachwuchsteam von Wilhelm Hesselmann, der Preuß und seine Mitspieler nicht nur für eine bestimmte Altersstufe, sondern bis zum Ende des Jugendbereichs betreute.
Innerhalb seiner Mannschaft wurde Preuß zu einem Leistungsträger und führte sie in der A-Jugend, also mit ungefähr 18 Jahren, als Kapitän an. Da Preuß sich als talentiert erwies, wurde er zu dieser Zeit zudem regelmäßig für die Duisburger Stadtauswahl berücksichtigt und nahm mit dieser im April 1955 an einer Reise ins englische Portsmouth teil. Dort präsentierte er sich stark und bekam vor Ort sogar eine Profilaufbahn in Aussicht gestellt, lehnte einen Wechsel nach England jedoch ab. Wenig später glückte ihm die Aufnahme in die Niederrheinauswahl, während er beim MSV ab der Spielzeit 1955/56 regelmäßig für die Reservemannschaft spielte. Diese trat stets unmittelbar vor den Spielen der ersten Mannschaft zu ihren Begegnungen an und galt als deren erweiterter Kreis.

## Oberligajahre in Meiderich (1956–1963)

### Entwicklung zum Leistungsträger (1956–1961)
Die erste Mannschaft des Meidericher SV war nach vierjähriger Zugehörigkeit zur Oberliga West, die im regional begrenzten Ligensystem die höchste Spielklasse darstellte, 1955 erstmals wieder in die 2. Liga West abgestiegen. Zu seiner ersten Berücksichtigung in der Zweitligaelf kam Preuß, als der Rechtsverteidiger Hans Sehlhoff im März 1956 im Vorfeld einer Begegnung gegen den STV Horst-Emscher kurzfristig ausfiel und der damals 19-Jährige für ihn nachrückte. Er rettete im frühen Spielverlauf auf der Torlinie und leistete damit einen wichtigen Beitrag zum letztlich souveränen 6:1-Sieg seines Teams. Im direkten Anschluss daran unterzeichnete er beim MSV seinen ersten Vertrag, der sich auf 80 DM monatliches Grundgehalt zuzüglich 100 DM Siegprämie belief. Zwar wurde er im weiteren Saisonverlauf nicht erneut aufgeboten, doch seine Mannschaftskameraden erreichten den direkten Wiederaufstieg in die Oberliga.
In der Saison 1956/57 kam er zu seinen ersten Einsätzen auf Oberliganiveau, wenngleich er unter Trainer Hermann Lindemann nur gelegentlich spielte und insgesamt acht Mal auf dem Platz stand. Seine Mannschaft konnte sich nach dem Aufstieg sofort wieder in der höchsten Spielklasse etablieren. 1957 wurde mit Helmut Kronsbein ein Trainer eingestellt, der Preuß sofort zum Stammspieler machte. Trotz der nun wichtigen Rolle innerhalb der Mannschaft war er wie damals üblich Vertragsspieler und ging gleichzeitig einer Hauptbeschäftigung als Former bei den Eisenwerken Mülheim-Meiderich nach. Weil diese Arbeit zusätzlich zum Fußball eine starke körperliche Belastung darstellte, setzte sich Kronsbein dafür ein, dass Preuß eine neue Stelle als Tabellierer bei Phoenix-Rheinrohr erhielt. Im Verein konnte er seinen Stammplatz in der nachfolgenden Zeit behaupten und hatte überdies ein gutes Verhältnis zum Trainer, wurde bei Formschwäche aber zwischenzeitlich wieder in die Reservemannschaft versetzt. Auch unter Elmar Rösch, der Meiderich ab 1959 trainierte, blieb er fester Bestandteil der Abwehrreihe und spielte dabei insbesondere an der Seite von Friedel Rausch. In der Spielzeit 1959/60 präsentierte sich die Defensive als ausgesprochen solide, doch die Schwäche im Sturm ließ die Meidericher nicht über eine Mittelfeldplatzierung hinauskommen.

### Als Kapitän zum Bundesligaaufstieg (1961–1963)
1961 wurde Preuß durch den neuen Trainer Willi Multhaup das Amt des Mannschaftskapitäns übertragen, das zuvor langjährig von Kurt Neumann wahrgenommen worden war. Somit führte er ein Team, dem 1962/63 gute Chancen zugeschrieben wurden, sich für die daran anschließende Neugründung der Bundesliga zu qualifizieren. Gleich am 2. Spieltag zog sich der Kapitän jedoch eine Innenbandzerrung zu und musste daher zunächst pausieren. Meiderich spielte eine gute Saison, allerdings war die zur Qualifikation maßgebliche Zwölfjahreswertung nicht bindend, sodass es keine klare Platzierungsvorgabe zum Erreichen der Bundesliga gab. In der entscheidenden Schlussphase verkündete Trainer Multhaup seinen bevorstehenden Wechsel zu Werder Bremen, weswegen er bei einer Nachholpartie gegen Viktoria Köln am 1. Mai 1963 faktisch handlungsunfähig war und Preuß daher seine Aufgaben wahrnehmen musste. Nach zweimaligem Rückstand führte er die Elf zu einem 3:2-Sieg, wozu insbesondere der von ihm in den Sturm geschickte Defensivspieler Dieter Danzberg mit einem wichtigen Tor beitrug. Fünf Tage darauf erhielt der Meidericher SV vom DFB per Telegramm die Nachricht, dass seinem Aufnahmeantrag für die neue höchste Liga stattgegeben worden sei. Durch einen 2:1-Erfolg gegen Preußen Münster im letzten Oberligaspiel belegte die Mannschaft abschließend den dritten Rang. Preuß war bis dahin auf 150 Oberligapartien sowie eine Zweitligabegegnung jeweils ohne eigenen Treffer gekommen.

## Bundesligaspieler für den MSV (1963–1969)

### Vizemeisterschaft im ersten Jahr (1963–1964)
Nach dem Aufstieg kam mit Rudi Gutendorf ein weitgehend unbekannter Trainer vom TSV Marl-Hüls, während der Kader durch den einstigen Weltmeister Helmut Rahn, Torwart Manfred Manglitz sowie Heinz Höher verstärkt wurde. Im Kern bestand die Mannschaft weiterhin aus gebürtigen Meiderichern und galt anfangs als klarer Abstiegskandidat. Am 24. August 1963 startete der MSV unter Mitwirkung von Preuß mit einem Auswärtsspiel gegen den Karlsruher SC in die Bundesliga und konnte mit 4:1 gewinnen. Gutendorf setzte hinsichtlich der Taktik nicht auf das damals übliche WM-System, sondern entwickelte ein am Schweizer Riegel orientiertes taktisches Modell (4-2-4-System). Die Abwehr umfasste vier Akteure mit Preuß als Vorstopper und entweder Dieter Danzberg oder Manfred Müller als hinter ihm stehender Libero. Hartmut Heidemann und Johann Sabath sollten sich als schnelle Außenverteidiger ins Offensivspiel einschalten, wofür sie durch eine Verschiebung der anderen Defensivspieler abgesichert waren. Preuß nahm dabei als weisungsbefugter Führungsspieler eine besonders wichtige Rolle ein. Bei einem Auswärtsspiel in Bremen am 5. Spieltag zeigte dieses System seine Tauglichkeit, da Meiderich dank einer stabilen Abwehr ein 1:1 erreichte. Bremens Trainer Multhaup, der erst wenige Monate zuvor von Meiderich aus gewechselt war, kritisierte anschließend die aus seiner Sicht geringe Attraktivität dieser Spielweise. Die Mannschaft behielt das häufig kurz „Riegel“ genannte System bei, konnte sich oben festsetzen und unter anderem durch ein 4:0 gegen den Hamburger SV auf sich aufmerksam machen. Trotz zwischenzeitlicher Rückschläge wie einer 2:5-Niederlage gegen Hertha BSC belegte die Mannschaft letztlich den zweiten Tabellenplatz hinter dem 1. FC Köln, was sie zum Vizemeister der ersten Bundesligaspielzeit machte. Mit Preuß, Heidemann, Müller, Danzberg, Nolden, Krämer, Gecks, Heinz Versteeg und Werner Lotz waren neun Spieler aus der eigenen Jugend, die zudem alle im Duisburger Ortsteil Meiderich aufgewachsen waren, maßgeblich an diesem Erfolg beteiligt. Nach Ansicht von Preuß habe es etwas Derartiges „weltweit noch nicht gegeben“. Bundestrainer Sepp Herberger lobte den MSV als „Gewinn für die Bundesliga“.

### Wechselhafte Entwicklung unter verschiedenen Trainern (1964–1967)
Im Sommer 1964 unternahmen die Vizemeister eine Reise in die Vereinigten Staaten und nach Kanada, zu deren Beginn Preuß als Kapitän gemeinsam mit Helmut Rahn einen Auftritt bei einem amerikanischen Fernsehsender hatte. Der Beginn der nachfolgenden Spielzeit 1964/65 verlief für Preuß allerdings schlecht, da er infolge harter Trainingsmethoden, die Gutendorf kurz zuvor eingeführt hatte, unter muskulären Problemen litt. Andere Spieler hatten ebenfalls Formprobleme, sodass die Mannschaft nicht an die Leistungen der Vorsaison anknüpfen konnte. Aufgrund eines Konflikts mit dem Vorstand endete Gutendorfs Amtszeit im März 1965. Wilhelm Schmidt übernahm das Traineramt übergangsweise und Meiderich belegte am Ende den siebten Platz. Wenig später erlitt Preuß eine Leistenzerrung und sah dadurch zunächst seine weitere Karriere bedroht, konnte dank der Behandlung durch einen Fachmann im August 1965 nach etwa zweimonatiger Pause jedoch zurückkehren.
Die nachfolgende Bundesligaspielzeit 1965/66 endete für Meiderich unter dem neuen Trainer Hermann Eppenhoff auf dem achten Platz. In ihrem Verlauf gelang am 27. März 1966 mit einem 9:0-Sieg gegen Tasmania Berlin der höchste Auswärtssieg der Ligageschichte. Erfolge gelangen zudem im DFB-Pokal 1965/66, in dem der MSV unter anderem nach einem 6:0-Erfolg gegen den FC Schalke 04 und ein 4:3 im Halbfinale gegen den 1. FC Kaiserslautern ins Endspiel einziehen konnte. Aufgrund eines zwei Wochen zuvor erlittenen Rippenbruchs konnte Preuß an diesem nicht teilnehmen und erlebte eine 2:4-Niederlage seiner Mannschaftskollegen gegen den FC Bayern München. 1966 war zugleich das Jahr, in dem er das Kapitänsamt an den Nationalspieler Werner Krämer abgab.
Die darauffolgende Saison, in deren Verlauf der Verein seinen heutigen Namen MSV Duisburg annahm, war vom Abstiegskampf geprägt. Dabei wurde der frühere Kapitän Preuß durch Trainer Eppenhoff, zu dem er nach eigenen Angaben ein schwieriges Verhältnis hatte, häufig nicht berücksichtigt. Dies änderte sich erst in der Rückrunde, in welcher die Mannschaft den Klassenerhalt am Ende mit deutlichem Vorsprung erreichte.

### Doppelfunktion als Spieler und Assistenztrainer (1967–1969)
1967 übernahm der Ungar Gyula Lóránt das Traineramt und Preuß, der den Erwerb seines Trainerdiploms plante, wurde zu seinem Assistenten, blieb aber gleichzeitig Teil des Spielerkaders. Zu Lóránt bestand ein gutes Verhältnis, allerdings blieb dieser nur ein Jahr, bevor er durch Robert Gebhardt ersetzt wurde. Bei Gebhardt genoss Preuß deutlich weniger Mitspracherecht als zuvor unter Lóránt. Im Verlauf der Saison 1968/69 bot der Ungar ihm an, beim 1. FC Kaiserslautern erneut sein Assistent zu werden, was Preuß jedoch mit Rücksicht auf seinen Hauptberuf bei der August-Thyssen-Hütte ablehnte. Seine Tätigkeit beim MSV beschränkte sich faktisch auf seine Rolle als Assistenztrainer, der er trotz seiner Zugehörigkeit zum Kader nicht zu weiteren Einsätzen als Spieler kam. Zur selben Zeit ging er an der Sporthochschule Köln dem Erwerb seines Trainerdiploms nach und schloss unter dem Dozenten Hennes Weisweiler im Februar 1969 mit der Note „gut“ ab. In der Rückrunde der Spielzeit 1968/69 vertrat er für einige Begegnungen Gebhardt als Cheftrainer, da dieser sich einer Operation unterziehen musste. Die Mannschaft befand sich im Abstiegskampf, schaffte aber letztlich den Ligaverbleib. Für die Spielzeit 1969/70 war Preuß nicht weiter als Co-Trainer vorgesehen und schied auch aus der Mannschaft aus, für die er ab 1967 ohnehin nicht mehr aufgelaufen war. Dies war nach insgesamt 21 Jahren sein Abschied vom MSV, für den er zwischen 1963 und 1967 an 77 Bundesligapartien ohne eigenen Torerfolg teilgenommen hatte. Kein anderer Feldspieler stand für den Verein so häufig in der Bundesliga auf dem Platz, ohne selbst ein Tor erzielen zu können.

## Nationale Auswahlmannschaften
Kurz nachdem er beim MSV zum Stammspieler geworden war, erhielt er eine Einladung in die Juniorennationalmannschaft, die damals Nachwuchskräfte unter 23 Jahren umfasste. Der 21-jährige Preuß stand am 21. Dezember 1957 bei einem 3:3-Unentschieden gegen Ungarn auf dem Platz und wurde seitens der Journalisten zu den Besten an diesem Tag gezählt. Am 26. Februar 1958 führte er gegen Belgien eine unter anderem mit Uwe Seeler besetzte Mannschaft wie auch schon gegen Ungarn als Kapitän auf das Spielfeld, litt aber unter derartigen Konditionsproblemen, dass er zur Halbzeit ausgewechselt werden musste. Als Ursache erwies sich im Nachhinein ein Geschwür am Hals. Diese Fügung beendete seine Laufbahn beim DFB.
Durch seine Leistungen in der Spielzeit 1963/64, an deren Ende er mit dem MSV deutscher Vizemeister wurde, geriet er wieder in den Fokus von Bundestrainer Sepp Herberger, der ihm eine eventuelle Berufung in die A-Nationalmannschaft in Aussicht stellte. Dazu kam es allerdings nicht.

## Trainerlaufbahn

### Verschiedene Stationen im Amateurfußball (1970–1980)
Nachdem Preuß bereits von 1967 bis 1969 beim MSV als Assistenztrainer tätig gewesen war, trat er 1969 beim Schwelmer FC 1906 seine erste Stelle als Cheftrainer an. 1970 übernahm er bei Eintracht Duisburg aus der drittklassigen Verbandsliga Niederrhein das Amt des Cheftrainers. Dort sah er eine gute sportliche Perspektive, ehe kurz vor Beginn der Spielzeit 1970/71 ein Großteil der Spieler wegen hoher Gehaltsforderungen entlassen wurde. Durchgesetzt hatte dies Vereinspräsident Walter Kellermann, der zugleich wichtigster Geldgeber der Eintracht war und weitreichende Entscheidungskompetenzen besaß. Preuß trat das Amt dennoch an und setzte auf junge Talente, zu denen unter anderem der spätere Nationalspieler Rudi Seliger zählte. In seinem ersten Jahr wurde der sechste Tabellenplatz erreicht. Kellermann, der für die Finanzierung einer leistungsstarken Mannschaft maßgeblich war, starb 1971 überraschend. Im Anschluss wurden zwei Platzierungen im Tabellenmittelfeld belegt.
1973 verließ er Eintracht Duisburg und trainierte von da an den Landesligisten SV Neukirchen, mit dem er in den nachfolgenden beiden Jahren in der vierthöchsten Spielklasse verblieb. Daran anschließend übernahm er 1975 die Mannschaft des VfB 03 Kleve, hatte allerdings Schwierigkeiten, seine dortige Trainertätigkeit mit dem Hauptberuf zu vereinbaren. Entsprechend blieb er nur für ein Jahr und übernahm dann den VfB Lohberg. Mit einem Team, dem unter anderem der spätere Profi Frank Saborowski angehörte, schaffte er 1978 den Aufstieg von der Landes- in die Verbandsliga. Aufgrund einer Reform des Ligensystems im selben Jahr war die Verbandsliga allerdings nur noch die vierthöchste Spielklasse.
Im Sommer 1979 endete seine Tätigkeit in Lohberg und schon kurz darauf wurde er Trainer beim Verbandsligisten Hamborn 07. Am Ende der Saison 1979/80 schaffte er mit seiner Mannschaft den Aufstieg in die Oberliga. In der dritthöchsten Liga konnte sich der Aufsteiger zunächst behaupten, doch mit dem ersten verlorenen Heimspiel wurde Preuß zum Opfer von Anfeindungen und Drohungen, was ihn im Dezember 1980 zum Rücktritt veranlasste. Als mutmaßliche Ursache dafür gilt seine Meidericher Herkunft; der Meidericher SV und Hamborn 07 standen sich insbesondere vor Einführung der Bundesliga als Rivalen gegenüber.

### Wechselnde Funktionen beim MSV (1981–1985)
Nach zwölf Jahren Abwesenheit kehrte der ehemalige Spieler dieses Vereins 1981 zum MSV Duisburg zurück. Wie in der letzten Zeit vor seinem Abschied übernahm er den Posten des Co-Trainers, war überdies aber auch für die A-Junioren verantwortlich. Mit der Jugendmannschaft wurde er 1982 Niederrheinmeister. Bei den Profis kam es in der Spielzeit 1981/82 mit dem Wechsel von Friedhelm Wenzlaff zu Kuno Klötzer dagegen nicht nur zu einer Veränderung im Amt des Cheftrainers, sondern trotz der Mitwirkung der Nationalspieler Bernard Dietz und Rudi Seliger auch zum erstmaligen Abstieg aus der Bundesliga.
Im Juni 1982 wechselte er innerhalb des Vereins den Posten und war nicht weiter als Trainer, sondern als Sportdirektor tätig. Die ihm zur Verfügung stehenden finanziellen Mittel waren relativ gering, dennoch blieb die Mannschaft konkurrenzfähig und scheiterte 1984 erst in den Relegationsspielen gegen Eintracht Frankfurt an einem möglichen Wiederaufstieg. Die wirtschaftliche Lage blieb äußerst schlecht und im Vorfeld der Saison 1985/86 schien der Erhalt der Lizenz bedroht, weswegen Preuß zum Mitorganisator eines Freundschaftsspiels zugunsten des MSV wurde. Bei diesem traf die Vizemeistermannschaft von 1963/64 unter seiner Mitwirkung vor 16.000 Zuschauern auf eine Auswahl ehemaliger Nationalspieler; dies brachte 230.000 DM für die Lizenzierung ein. Trotz der Einnahmen war die Finanzlage derart angespannt, dass Preuß im Sommer 1985 zum Zweck der Kosteneinsparung neben seiner Rolle als Sportdirektor auch den Trainerposten übernahm. Rückblickend sagte er zu dieser Situation: „Ich war nachher für alles Mögliche zuständig, nur eine Schreibkraft hatte ich noch.“ Weil der Start in die Zweitligaspielzeit ausgesprochen schwach verlief, trat er jedoch bereits nach acht Partien als Trainer zurück. Sein Nachfolger Helmut Witte konnte nicht verhindern, dass der MSV 1986 in die Oberliga abstieg. Daraufhin zog sich der zu diesem Zeitpunkt 49-jährige Preuß auch vom Amt des Sportdirektors zurück und war anschließend nicht mehr im Fußball tätig.

### Taktische Auffassung
Der Erfolg der Vizemeistermannschaft von 1964, der er angehörte, beruhte auf einem als „Riegel“ bezeichneten 4-2-4-System. Dies galt zur damaligen Zeit als sehr fortschrittlich und war vor allem dadurch gekennzeichnet, dass die Außenverteidiger wesentlich häufiger als sonst üblich am Offensivspiel teilnahmen. An der Sporthochschule Köln, wo er Ende der 1960er-Jahre bei Hennes Weisweiler sein Trainerdiplom erwarb, wurde die 4-2-4-Ausrichtung ausführlich thematisiert und zur selben Zeit beim MSV unter der Mitwirkung vom damaligen Assistenztrainer Preuß praktisch angewandt. Als Trainer von Hamborn 07 setzte er verstärkt auf das Rotationsprinzip, das den regelmäßigen Austausch von Stammspielern vorsieht.

## Leben und Verhältnis zum Fußball

### Meiderich als Ausgangspunkt der Vizemeisterschaft

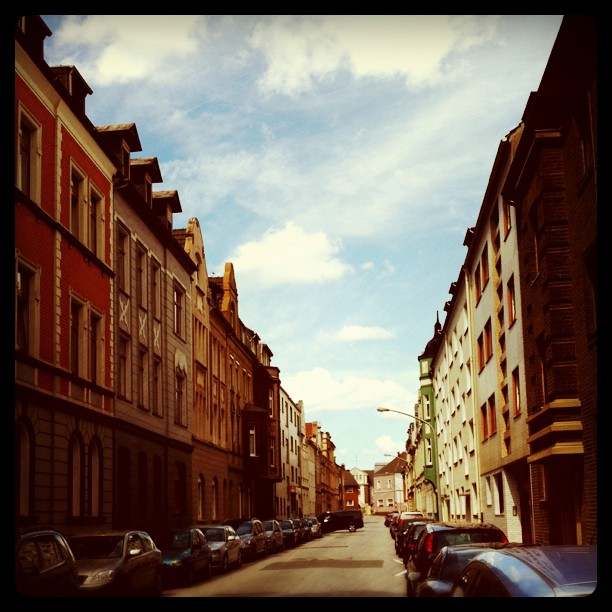
Straßenbild in Meiderich

Die deutsche Vizemeisterschaft im ersten Bundesligajahr 1963/64 wurde von einer Mannschaft erreicht, zu der insgesamt neun Meidericher aus der eigenen Jugend zählten. Es handelte sich demnach um eine große Zahl sportlich erfolgreicher Spieler aus einem sehr kleinen Einzugsgebiet, wobei sich viele von ihnen seit ihrer frühen Kindheit kannten. Günter Preuß wuchs in der Lösorter Straße nahe dem Gerhardplatz auf und hatte mit Werner Lotz sowie Heinz Versteeg zwei spätere Mitspieler, die damals in unmittelbarer Nähe lebten. Gemäß dem Film Meidericher Vizemeister wohnten auch Horst Gecks, Werner Krämer und Michael Bella, welcher allerdings erst kurz nach der Vizemeisterschaft in die Mannschaft aufrückte, nur wenige hundert Meter vom Gerhardplatz entfernt. Ludwig Nolden hatte mit Preuß bereits in der Jugend des Meidericher SV zusammen gespielt.
Die Verbindungen innerhalb des Teams waren nie auf den Fußball beschränkt, sondern auch im Hauptberuf vorhanden. Während Preuß bei den Eisenwerken Mülheim-Meiderich tätig war, zählten Hartmut Heidemann und Werner Lotz zu seinen Kollegen. Im Frühjahr 1963 zählten mehrere Mitglieder der Mannschaft, darunter Dieter Danzberg, zu seinen Kollegen bei seinem neuen Arbeitgeber Phoenix-Rheinrohr. Hinzu kam, dass er zu dieser Zeit in der Sommerstraße in Meiderich in einer Wohnung direkt über der von Lotz lebte. Im Film Meidericher Vizemeister wird darüber hinaus geschildert, dass sich die Mitglieder der Mannschaft häufig zur Abendunterhaltung trafen und dass auch zwischen den Spielerfrauen freundschaftliche Kontakte bestanden.
Über die aktive Zeit hinaus blieben Kontakte zwischen den Spielern erhalten. 1985 spielten sie anlässlich eines Freundschaftsspiels in etwas veränderter Besetzung noch einmal zusammen. Gemeinsam mit seinem früheren Mitspieler Michael Bella rief er in den 1990er-Jahren ein monatlich stattfindendes Treffen ehemaliger Spieler des MSV Duisburg ins Leben, das auch die Akteure späterer Generationen mit einbezieht. Am 8. März 2000 besuchten Preuß und mehrere andere Mitglieder der Vizemeisterelf den damaligen Torwart Manfred Manglitz anlässlich seines 60. Geburtstags in dessen neuer Heimat Villajoyosa in Spanien.

### Sein Privat- und Berufsleben
Bereits in den 1950er-Jahren war Preuß mit seiner späteren Ehefrau Ursel liiert. Das Ehepaar lebte auch im Jahr 2011 noch unweit des Gerhardplatzes in Meiderich.
Während seiner Spielerlaufbahn hatte Preuß stets eine weitere Arbeitsstelle. Mit seinem Einstieg in die erste Mannschaft erhielt er 80 DM monatlich zuzüglich 100 DM Siegprämie, während er zudem einer Vollzeitbeschäftigung als Former bei den Eisenwerken Mülheim-Meiderich nachging. Weil dies körperlich sehr fordernd war und er für den Fußball körperlich fit sein musste, erhielt er um 1957 eine neue Stelle als Tabellierer bei Phoenix-Rheinrohr, wechselte also in die Datenverarbeitung. Auch als sein monatliches Grundgehalt im Fußball in der Spielzeit 1964/65 auf 800 DM anstieg, blieb er vollzeitbeschäftigt. Erst ab Anfang 1967 – er war inzwischen auf der August-Thyssen-Hütte tätig – arbeitete er im Hauptberuf mit reduzierter Stundenzahl. Damit war er der letzte Spieler, der diesen Schritt vollzog. Als er in den 1970er-Jahren eine Laufbahn im Trainerberuf begann, ging er auf der August-Thyssen-Hütte einer Arbeit als Programmierer nach. Zwischen 1981 und 1986 wirkte er für den MSV und gab dafür den Beruf auf, nahm anschließend aber wieder eine vergleichbare Stelle bei einem anderen Arbeitgeber an.

### Zweiseitiges Verhältnis zum MSV
Zu den Verantwortlichen des MSV bestand im Lauf der Zeit häufig ein schwieriges Verhältnis. Die aus seiner Sicht schlechte Arbeit der Vereinsführung veranlasste den damaligen Kapitän während der Spielzeit 1964/65 zu der Aussage, Meiderich bleibe ein „Vorstadtverein“. Nach seinem Abschied im Jahr 1969 kam es zu einem Rechtsstreit mit dem Verein, da der Vorstand ihm zuvor vereinbarte Prämien nicht auszahlen wollte. Vor Gericht bekam Preuß Recht. Für die Teilnahme an der Organisation des zur Lizenzierung maßgeblichen Freundschaftsspiels im Jahr 1985 wurde ihm durch die Vereinsführung nie gedankt und für seine Dauerkarte beim MSV musste er sogar bis 2008 selbst aufkommen.
Trotz des schwierigen Verhältnisses zu den Führungspersönlichkeiten verschiedener Zeitabschnitte blieb er dem Verein stets verbunden. Als dem Zweitligisten 2013 die Lizenz für die neue Spielzeit verwehrt wurde, brach Preuß angesichts der Situation bei einem Interview in Tränen aus. Bei der wenig später erschienenen Neuauflage seiner Autobiografie überließ er dem Verein den gesamten daraus resultierenden Erlös.

### Öffentliches Wirken nach dem Karriereende
Im Jahr 2002 veröffentlichte Preuß unter dem Titel „Der Kapitän der Zebras“ seine Autobiografie, deren besonderes Ziel die Würdigung der Vizemeistermannschaft von 1964 war. Durch die Insolvenz des Verlags wurde das Buch über einen langen Zeitraum nicht weiter verbreitet, ehe Anhänger des MSV 2013 eine Neuauflage über das Verfahren Book-on-Demand erreichten.
An der Seite einiger Mannschaftskollegen und Trainer Rudi Gutendorf tritt Preuß im 2014 erschienenen Dokumentationsfilm Meidericher Vizemeister auf. Der frühere Kapitän, der als sehr erinnerungsstark gilt, kommt darin ebenso wie seine Frau ausführlich zu Wort. Der Film wurde auf DVD verkauft und unter anderem vor 1.070 Besuchern im Landschaftspark Duisburg-Nord aufgeführt. „Das Bewusstsein für unsere Leistung hat in der jüngeren Vergangenheit leider oft gefehlt“, sagte Preuß in diesem Zusammenhang. Im November 2014 verlieh der Duisburger Stadtsportbund der Vizemeistermannschaft einen Sonderpreis für „besondere Verdienste um den Sport in Duisburg“, welchen Preuß stellvertretend entgegennahm.

## Bilanz und Erfolge
Als Spieler
- 150 Oberliga- und 77 Bundesligaspiele (keine Tore) für den Meidericher SV
- zwei Mal Kapitän der Juniorennationalelf
- Kapitän des Meidericher SV (1961–1966)
- Bundesliga-Qualifikation 1963
- Deutscher Vizemeister 1964
- DFB-Pokalfinalist 1966 (ohne Einsatz im Endspiel)

Als Trainer
- Aufstieg in die Verbandsliga Niederrhein 1978 (VfB Lohberg)
- Aufstieg in die Oberliga Nordrhein 1980 (Hamborn 07)
- Niederrheinmeister der A-Junioren 1982 (MSV Duisburg)